# سوبارا
سوبارا بلدية في ولاية باهيا في المنطقة الشمالية الشرقية من البرازيل.